# Chrysometa yotoco
Chrysometa yotoco är en spindelart som beskrevs av Claude Lévi 1986. Chrysometa yotoco ingår i släktet Chrysometa och familjen käkspindlar. Inga underarter finns listade i Catalogue of Life.